# Nesles (Pas-de-Calais)
Nesles (flämisch: Nele) ist eine französische Gemeinde mit 1.081 Einwohnern (Stand: 1. Januar 2022) im Département Pas-de-Calais in der Region Hauts-de-France (vor 2016 Nord-Pas-de-Calais). Sie gehört zum Arrondissement Boulogne-sur-Mer und zum Kanton Outreau (bis 2015 Kanton Samer). Die Einwohner werden Neslois genannt.

## Geographie
Nesles liegt etwa elf Kilometer südsüdöstlich von Boulogne-sur-Mer. Die Gemeinde gehört zum Regionalen Naturpark Caps et Marais d’Opale.
Umgeben wird Nesles von den Nachbargemeinden Condette im Norden, Verlincthun im Osten, Halinghen im Süden und Südosten sowie Neufchâtel-Hardelot im Westen und Südwesten.

## Bevölkerungsentwicklung
| Jahr                      | 1962 | 1968 | 1975 | 1982 | 1990 | 1999 | 2006 | 2013 | 2021 |
| ------------------------- | ---- | ---- | ---- | ---- | ---- | ---- | ---- | ---- | ---- |
| Einwohner                 | 1094 | 1114 | 977  | 1039 | 1097 | 1067 | 1049 | 935  | 1070 |
| Quelle: Cassini und INSEE |      |      |      |      |      |      |      |      |      |

## Sehenswürdigkeiten
- Kirche Notre-Dame aus dem 16. Jahrhundert
- Befestigtes Herrenhaus von La Haye
- Turmhügelburg (Motte)

## Gemeindepartnerschaft
- Mit der deutschen Stadt Magdala in Thüringen besteht eine Partnerschaft.